# آبشار واگنر
آبشار واگنر (به انگلیسی: Wagner Falls) آبشاری است که در میشیگان واقع شده و ارتفاع کلی ریزشگاه آن ۳۷ متر است.